# Ted-Jan Bloemen
Ted-Jan Bloemen (ur. 16 sierpnia 1986 w Leiderdorp) – holenderski łyżwiarz szybki, od 2014 roku reprezentujący Kanadę. Mistrz olimpijski na dystansie 10000 m, wicemistrz na 5000 m, wielokrotny medalista mistrzostw świata oraz złoty medalista mistrzostw świata juniorów.

## Kariera
Pierwszy sukces w karierze Ted-Jan Bloemen osiągnął w 2006 roku, kiedy wspólnie z kolegami zwyciężył w biegu drużynowym podczas mistrzostw świata juniorów w Erfurcie. Zajął ósme miejsce na rozgrywanych w 2008 roku mistrzostwach Europy w wieloboju w Kołomnie, gdzie jego najlepszym wynikiem było siódme miejsce w biegu na 10 000 m. W 2010 roku zajął czwarte miejsce na wielobojowych mistrzostwach świata w Heerenveen. W poszczególnych biegach zajmował tam następująca miejsca, trzynaste na dystansie 500 m, trzecie na 5000 m, siódme na 1500 m oraz trzecie na 10 000 m.  Nie brał udziału w igrzyskach olimpijskich w Vancouver. Nigdy nie stanął na podium indywidualnych zawodów Pucharu Świata, ale 3 lutego 2008 roku w Baselga di Pinè zajął drugie miejsce w drużynie. Dwukrotnie zdobywał medale mistrzostw Holandii, w tym złoty w wieloboju w 2012 roku.
Po zmianie obywatelstwa w 2014 roku reprezentuje barwy Kanady. Podczas dystansowych mistrzostw świata w Heerenveen w 2015 roku wspólnie z Dennym Morrisonem i Jordanem Belchosem zdobył srebrny medal w sztafecie. W sezonie 2016/2017 zajął drugie miejsce w klasyfikacji końcowej 5000/10 000 m przegrywając tylko z Jorritem Bergsmą. W czasie ZIO w Pjongczangu w 2018 został wicemistrzem olimpijskim na dystansie 5000 m przerywając jedynie ze Svenem Kramerem. Na dystansie 10000 m wywalczył złoto, ustanawiając jednocześnie rekord olimpijski.